# Klaus Weber (Biochemiker)
Klaus Weber (* 5. April 1936 in Łódź; † 8. August 2016 in Göttingen) war ein deutscher Biochemiker und Molekularbiologe, der an der Entwicklung mehrerer weit verbreiteter Labortechniken in der Molekularbiologie und Biochemie beteiligt war.

## Leben
Weber studierte Chemie an der Albert-Ludwigs-Universität Freiburg, an der er 1964 promoviert wurde. Er arbeitete ab 1965 zehn Jahre lang an der Harvard University; anfangs in der Gruppe von James D. Watson und ab 1972 als ordentlicher Professor. 1975 wurde er Direktor der Abteilung Biochemie am Max-Planck-Institut für biophysikalische Chemie in Göttingen. Ab 1987 war er Honorarprofessor an der Universität Göttingen. 2004 emeritierte er am Max-Planck-Institut.
Er befasste sich insbesondere mit Forschungen zum Zytoskelett, wie Mikrotubuli und Mikrofilamente. Dazu entwickelte er zusammen mit Mary Osborn und Elias Lazarides die Technik der Immunfluoreszenz-Mikroskopie. In Zusammenarbeit mit dem Labor von Thomas Tuschl entwickelte Weber eine Technik, durch künstliche RNA-Schnipsel Gene auszuschalten (RNA Interference, iRNA).
1997 erhielt er die Otto-Warburg-Medaille und 1984 den Ernst-Jung-Preis für Medizin.  Seit 1975 war er gewähltes Mitglied der European Molecular Biology Organization und von 1981 bis 1984 deren Generalsekretär. Er war seit 1991 Mitglied der Academia Europaea und seit 1997 Ehrendoktor der Universität Gent.
Weber war mit der Biochemikerin Mary Osborn (* 1940) verheiratet, mit der er mehr als 200 Arbeiten publizierte. Darunter ist auch eine viel zitierte Arbeit über Gel-Elektrophorese von Proteinen, die die SDS-PAGE-Technik einführte.

## Schriften
- Strukturuntersuchungen an β-Galaktosidase aus E. coli. Ein Beitrag zur Quartärstruktur von Protein, Freiburg im Breisgau 1964, DNB 482348771 (Dissertation Universität Freiburg im Breisgau, Naturwissenschaftlich-mathematische Fakultät, 16. Juli 1964)